# Pedro Villagómez
Pedro Villagómez (Lima, siglo XVII) fue un presbítero hispanoperuano. Fue párroco de la iglesia de Santa Ana (Lima); rector de la Universidad de San Marcos; provisor del arzobispado de Lima y gobernador eclesiástico del mismo.

## Biografía
Fue cura de la parroquia de Santa Ana en Lima, y luego rector de la Universidad Nacional Mayor de San Marcos, de 1655 a 1656, por elección del claustro universitario.
Entre 1657 y 1670 fue provisor del arzobispado de Lima, en reemplazo de Martín de Velasco y Molina, que pasó a ser obispo de la Paz. Por entonces era arzobispo de Lima Pedro de Villagómez (con quien a veces se le confunde). Por segunda vez desempeñó el cargo de provisor, de 1678 a 1683.
Se desempeñaba como gobernador eclesiástico durante el gobierno del arzobispo-virrey Melchor de Liñán y Cisneros, cuando se celebró en Lima la beatificación de Toribio de Mogrovejo. Le correspondió encargarse del sexto día de la festividad, el domingo 17 de noviembre de 1680.
En 1683 volvió a ser cura de la parroquia de Santa Ana, donde costeó el altar de San Felipe Neri. También erogó 14 000 pesos para el hospital de convalecencia de
sacerdotes.